# 1919-es Grand Prix-szezon
Az 1919-es Grand Prix-szezon volt a Formula–1 előtti éra tizenkettedik, az első világháború befejezése óta első szezonja. Ekkor már rendeztek egy európai versenyt is, Olaszországban.

## Versenyek
| Verseny               | Helyszín     | Időpont       | Győztes versenyző | Győztes konstruktőr | Összefoglaló |
| --------------------- | ------------ | ------------- | ----------------- | ------------------- | ------------ |
| indianapolisi 500     | Indianapolis | Május 31.     | Howard Wilcox     | Peugeot             | Összefoglaló |
| Elgin National Trophy | Elgin        | Augusztus 23. | Tommy Milton      | Duesenberg          | Összefoglaló |
| Targa Florio          | Madonie      | November 23.  | André Boillot     | Peugeot             | Összefoglaló |